# 四位晴果
四位 晴果（しい はるか、12月7日 - ）は、日本の漫画家。女性。福岡県出身。田辺イエロウのアシスタント出身。

## 経歴
- 2002年、『Lost lonely wolf man』でサンデーまんがカレッジ努力賞を受賞。
- 2003年、『河児』でデビュー。同作は『少年サンデー特別増刊R』（小学館）のルーキーキングに輝く。
- 2007年、『週刊少年サンデー』（同）19号より「メテオド」を連載開始（2008年8号まで）。
- 2009年、『ゲッサン』にて『よしとおさま!』を連載開始[1][2]。2015年完結[3][4]。
- 2017年、『ゲッサン』にて『片恋スクリーム』を連載開始[5]。
- 2023年、『サンデーうぇぶり』にて『虎とエーデルワイス』を連載開始。

## 人物
インタビューで、マンガで一番描きたいのは、教室で同級生や友人同士がたわいもない会話をしてる風景だと語っている。
横山祐二作のツール・ド・本屋さん12話で巨乳の女性という絵で描かれたことによりいろんな人に「巨乳なんですか」と聞かれるようになり横山祐二本人に困っていると伝えた。

## 作品リスト

### 連載
- メテオド（『週刊少年サンデー』2007年19号 - 2008年7号、全4巻）
- よしとおさま!（『ゲッサン』2009年6月号 - 2015年8月号、全12巻）
- 片恋スクリーム（『ゲッサン』2017年5月号 - 2018年12月号、全3巻）
- 虎とエーデルワイス（『サンデーうぇぶり』2023年7月27日 - 12月27日、全1巻）

### 読切
- 河児（『少年サンデー特別増刊R』2003年11月9日号）
- オトシヤ!（『週刊少年サンデー超』2003年11月25日号）
- 被験体アダム（『週刊少年サンデー超』2005年11月25日号）
- ロボコー。（『週刊少年サンデー超』2006年3月25日号）
- 究極論ヒロイン（『週刊少年サンデー』2006年32号）
- オニいさんこちら（『週刊少年サンデー超』2008年5月24日号）
- 愛と勇気（『ゲッサン』2009年6月号別冊付録）
- リ：リ：リ：ジェネレーションズ(『ゲッサン』2021年5月号[7])

## 師匠
- 田辺イエロウ